# Ebba Engdahl
Ebba Engdahl (født 21. Oktober 1991) er en svensk håndboldspiller som spiller for svenske Lugi HF som nummer 13.